# Chaetosciara ingrata
Chaetosciara ingrata är en tvåvingeart som beskrevs av Werner Mohrig 1999. Chaetosciara ingrata ingår i släktet Chaetosciara och familjen sorgmyggor. Inga underarter finns listade i Catalogue of Life.